# Pezzo capriccioso para violoncelo e orquestra (Tchaikovski)
O Pezzo capriccioso para violoncelo e orquestra em Si menor, op. 62, foi escrito pelo compositor Piotr Ilitch Tchaikovski em agosto de 1887.
Teve sua estréia em Moscou, Rússia, dia 7 de dezembro de 1889, regida pelo próprio compositor e com Anatoly Brandukov no violoncelo. Tchaikovski dedicou o Pezzo capriccioso a Anatoly Brandukov.
Tchaikovski também escreveu um arranjo para violoncelo e piano em agosto de 1887.

## Instrumentação

### Solista
- Violoncelo

### Madeiras
- 2 flautas
- 2 oboés
- 2 clarinetes (em Lá)
- 2 fagotes

### Metais
- 4 trompas (em Fá)

### Percussão
- Tímpano

### Cordas
- Violinos I
- Violinos II
- Violas
- Violoncelos
- Contrabaixos

## Duração
O Pezzo capriccioso para violoncelo e orquestra dura aproximadamente 7 minutos.